# Phyllobius oblongus
Phyllobius oblongus es una especie de escarabajo del género Phyllobius, familia Curculionidae. Fue descrita científicamente por Linné en 1758.
Se distribuye desde Europa hasta Siberia. Mide 3-6 milímetros de longitud. Vive en arbustos.